# Браћа Барух
Браћа Барух (Исидор, Бора и Јосиф) су били синови Булине Јархи (1887—1959) и Елијахуа Илије Баруха (1881—1947), београдских Јевреја. Сва тројица су погинула у Другом светском рату, као припадници Народноослободилачког покрета. Улица, на Дорћолу, у којој су некада становали понела је њихово име, као и основна школа сазидана у близини њихове куће.
- Исидор Иса Барух (1910–1941) инжењер. После завршеног Техничког факултета, запослио се у Смедеревској Паланци и у београдској фабрици „Микрон“, одакле је отпуштен због револуционарне делатности. Године 1940. ухапшен је и осуђен на осам месеци затвора. По избијању устанка био је политички руководилац у Косјерићу, а потом политички комесар Црногорске чете Ужичког партизанског одреда. Погинуо је 18. августа 1941. године, а за народног хероја је проглашен 6. јула 1953. године.
- Бора Барух (1911—1942) правник и сликар. Рођен је у Београду 19. новембра 1911. године. Године 1934. је дипломирао на Правном факултету, а потом је студирао сликарство у Паризу. Због револуционарне активности протеран је у Југославију, где је често хапшен и злостављан, а 1940. године спроведен је у логор у Билећи. Након капитулације Краљевине Југославије заробљен је и одведен у логор у Смедереву, одакле је побегао и отишао у Први шумадијски, а затим се прикључио Космајском партизанском одреду. У ослобођеном Ужицу бавио се пропагандним радом. На повратку из Санџака ухваћен је од стране четника, код Нове Вароши, а потом предат Немцима. Био је затворен у Бањичком логору, а касније стрељан у Јајинцима 4. јула 1942. године. У свету сликарства најпрепознатљивији је био по пејзажима, мртвим природама и портретима. Излагао је у Паризу, Лондону, Хагу, Београду и Загребу, а његова уља постхумно су представљена љубитељима уметности широм Југославије и Европе.
- Јосиф Јожи Барух (1913–1941) професор. Рођен је у Београду 1913. године. Завршио Филозофски факултет у Београду. Први пут је ухапшен после студентских демонстрација, 1934. године, а до смрти још двадесетак пута. Године 1939. запослио се као професор филозофије у Петровцу на Млави. Од 1941. године деловао је илегално у Бајиној Башти, где је основао партизанску чету чији је био политички комесар. Умро је у Ужицу 8. октобра 1941. године, од рана задобијених у борби код Бајине Баште.

Браћа Барух су имали и три сестре, од којих су две такође страдале током Другог светског рата: 
- Рашела Шела Барух Симић (1914—1941) радница. Рођена у Видину 1914. године. Радила је у фабрици „Елка“ на Дорћолу. Ухваћена је приликом једне партизанске диверзије, када је ослепела. Касније пребачена у Бањички логор, где је 19. септембра 1941. године стрељана заједно са мужем Лазарем Симићем.
- Берта Бела Барух (1924—1943) ученица. Рођена је у Пожаревцу 1924. године. Од 1939. је члан СКОЈ-а. Била је истакнута омладинка у „Полет“. Организатор је сакупљања Црвене помоћи. После провале у Београду 1942, остала је без партијске везе, крила се на железничкој станици по вагонима, све до краја 1942, када је бежећи према Чукарици ухапшена. Потом је пребачена у Бањички логор, где је 13. марта 1943. године стрељана.
- Симха Соња Барух (1922—1999)

## Занимљивости
Медији у Србији су током августа 2014. објавили вест да је у Београду у Господар Јовановој 47 срушена кућа браће Барух. Ова вест је касније демантована, тј. кућа није припадала браћи Барух.